# Liste der Kardinalpriester von San Tommaso in Parione
Folgende Kardinäle waren Kardinalpriester von San Tommaso in Parione:
- Lorenzo Campeggi (1518–1519)
- vakant (1519–1529)
- Girolamo Doria (1529–1555)
- Louis I. de Lorraine-Guise (1555–1578)
- Girolamo Bernerio OP (1587–1589)
- vakant (1589–1597)
- Francesco Mantica (1597–1602)
- Innocenzo del Bufalo (1604–1605)
- Carlo Gaudenzio Madruzzo (1605–1616)
- Pietro Campori (1616–1642)
- Gregorio Barbarigo (1660–1677)
- vakant (1677–1690)
- Bandino Panciatichi (1690–1691)
- vakant (1691–1716)
- Innico Caracciolo (1716–1730)
- Giuseppe Firrao (1731–1740)
- vakant (1740–1746)
- Giovanni Battista Barni (1746–1754)
- Paul d’Albert de Luynes (1758–1788)
- vakant (1788–1801)
- Giulio Gabrielli (1801–1819)
- vakant (1819–1831)
- Pedro Inguanzo Rivero (1831–1836)
- vakant (1836–1863)
- Jean-Baptiste-François Pitra OSB (1863–1867)
- Francisco de Paula Benavides y Navarrete (1877–1879)
- Gaetano Aloisi Masella (1887–1893)
- Giuseppe Guarino (1893–1897)
- vakant (1897–1903)
- Johannes Baptist Katschthaler (1903–1914)
- vakant (1914–1937)
- Titel aufgehoben 1937